# Ацангуара
Ацангуары (абх. «ограды карликов») — древние сооружения из небольших необработанных камней в виде оград, часто асимметричной сложной формы, иногда с перегородками, часто с примыкающей к ограде большой скалой.

## Общие сведения
Ацангуары распространены в альпийской зоне Западного Кавказа от бассейна реки Туапсе на севере (отдельные сооружения) до Абхазии включительно, причём преимущественно на морской стороне гор.
Первым, кто обратил внимание научной общественности на Ацангуары был русский учёный Н. М. Альбов в 1893 году.
Первоначальное предназначение «ацангуар» пока точно не установлено, исследования будут продолжены.
Ацангуары часто использовались впоследствии в качестве загонов для скота, основы для кошей, ремонтировались и достраивались. Поэтому идентификация ацангуара, как древнего сооружения крайне затруднена. Порой ацангуары относят к мегалитическим сооружениям.
По абхазской легенде, постройки эти принадлежали мифическому карликовому племени ацанов, населявшему ранее эти земли.